# Kobiljski potok
Kóbiljski potok (tudi Kobiljanski potok) (madžarsko Kebele) je levi pritok Ledave na Goričkem v Prekmurju. Izvira v gozdu severozahodno od vasi Fokovci in teče najprej proti jugovzhodu skozi vasi Fokovci, Selo in Čikečka vas/Csekefa. Nad Motvarjevci/Szentlászló dobi z leve največji pritok Ratkovski potok ter nadaljuje pot skozi Kobilje do slovensko-madžarske meje. Po madžarskem ozemlju teče v širokem loku mimo Soboške vasi (madžarsko Zalaszombatfa), nato pa se severno od Dolge vasi/Hosszúfalu ponovno vrne na slovensko ozemlje. Od tu naprej teče večinoma proti jugu in se v Lendavi/Lendva izliva v Ledavo.
Vse od Fokovec navzdol teče potok po širokem in mestoma mokrotnem dolinskem dnu, ki je ponekod poraščeno z logi, drugod so na njem travniki in njive. V tem delu je struga v skoraj povsem naravnem stanju in nudi obilje vodnih habitatov, na obeh straneh jo obdaja še gosta zarast obvodne grmovne in drevesne vegetacije. Tudi v srednjem toku je struga potoka še bolj ali manj v naravnem stanju, vendar je obdana le z ozkim pasom obrežnega grmovja, z obeh strani pa prav do potoka segajo njive in deloma travniki. V tem delu je posebnost dolga vas Kobilje, v kateri so hiše razporejene vzdolž dveh cest na obeh straneh potoka, ki je skozi vas večinoma reguliran in se zaradi tega v vročih poletnih mesecih osuši. Kljub vsem melioracijskim ukrepom se ob potoku občasno pojavljajo tudi lokalne poplave, ki ogrožajo predvsem hiše tik ob potoku v Motvarjevcih/Szentlászló in Kobilju, kot npr. avgusta 1987 (največji pretok v Kobilju 5.8.: 14,4 m3/s), novembra 1998 (največji pretok 5.11.: 19,0 m3/s) in marca 2013 (največji pretok 31.3.: 12,1 m3/s).
Tudi na madžarski strani meje je potok reguliran, a se je ob njem ohranilo precej logov in mokrotnih travnikov. Tu se mu z leve pridruži Ivanjševski potok (madžarsko Szentgyörgyvölgyi-patak), ki kot Curek izvira na slovenskem ozemlju nad vasjo Lončarovci. Na močvirnem območju med Soboško vasjo in Belsősárdom sta Slovenija in Madžarska s skupnimi močmi in deloma s finančnimi sredstvi EU v letih 2007–2008 zgradili suhi zadrževalnik poplavnih voda s površino 272 ha, v katerem se lahko ob visokih pretokih zadrži do 2,8 mil. m3 vode Kobiljskega in Ivanjševskega potoka in s tem prepreči poplave dolvodno proti Rédicsu in Lendavi.
V spodnjem toku so v letih 1958–1965 potok v celoti regulirali in izvedli obsežne melioracije. Vodotok je tu povsem umetno oblikovan odtočni kanal, brez obrežnega grmovja in drevja, obsežne njivske površine segajo povsem do njegovih bregov. Na slovenski strani meje se vanj stekajo Jošavski potok in Bukovniški potok ter številni melioracijski jarki. Zahodno od Dolge vasi/Hosszúfalu teče potok pod pomursko avtocesto in nato po novo zgrajenem kanalu tik zahodno od nje do izliva v Ledavo, del vode pa teče še po regulirani stari strugi (Kobiljski kanal) na nasprotni strani avtoceste in se pri nogometnem stadionu prav tako izliva v Ledavo.
Zaradi obsežnih regulacij in melioracij ter odstranitve obvodne vegetacije se je v zadnjih letih močno zmanjšala samočistilna sposobnost potoka in je občasno močno onesnažen. Na njegovo občutljivost kažejo med drugim hudi učinki izlitja gnojnice iz bioplinarne v Motvarjevcih/Szentlászló 16. julija 2011, zaradi katere je poginila velika večina življa v potoku.